# Brachyopa diversa
Brachyopa diversa är en tvåvingeart som beskrevs av Johnson 1917. Brachyopa diversa ingår i släktet savblomflugor, och familjen blomflugor. Inga underarter finns listade i Catalogue of Life.